# Aposturisoma myriodon
Aposturisoma myriodon – gatunek słodkowodnej ryby sumokształtnej z rodziny zbrojnikowatych (Loricariidae), jedyny przedstawiciel rodzaju Aposturisoma. Krytycznie zagrożony.

## Występowanie
Endemit – znany jedynie z lokalizacji typowej: Rio Huacamayo w dorzeczu górnej Amazonki, na obszarze Peru (region Ukajali).

## Etymologia
Nazwa rodzajowa pochodzi od greckiego apo- (na zewnątrz) oraz Sturisoma, najstarszego rodzaju zbrojników w obrębie plemienia Harttiini, do którego Aposturisoma została pierwotnie zaklasyfikowana.
Epitet gatunkowy myriodon pochodzi od greckich słów myrion (niezliczony) i odon (ząb), co oznacza niezliczoną liczbę zębów i odnosi się do wyjątkowo dużej liczby zębów tego przedstawiciela podrodziny Loricariinae.

## Cechy charakterystyczne
Jest to gatunek reofilny. Został złowiony wraz z przedstawicielami rodzaju Chaetostoma w płytkim i wartko płynącym strumieniu o czystej wodzie i twardym, nierównym dnie. Swoją budową A. myriodon przypomina ryby z rodzaju Farlowella. Podstawa jej płetwy grzbietowej leży bliżej przodu ciała niż podstawa płetwy odbytowej. A. myriodon ma większy otwór gębowy i szersze ciało oraz znacznie grubszy trzon ogonowy, co może być interpretowane jako adaptacja do życia w strumieniach – tego rodzaju adaptacje występują również u reofilnych ryb z rodzaju Chaetostoma.
Osiąga maksymalnie 20 cm długości standardowej (SL).
Biologia i ekologia tej ryby nie zostały poznane. 